# セリブ諸島
セリブ諸島（セリブしょとう、インドネシア語: Kepulauan Seribu）またはスリブ諸島（スリブしょとう）は、インドネシア・ジャカルタ北方の約120の島々からなる島嶼群である。
インドネシア語で「1000個の島」を意味し、サウザンド諸島（サウザンドしょとう、英語: Thousand Islands）ともよばれる。

## ギャラリー

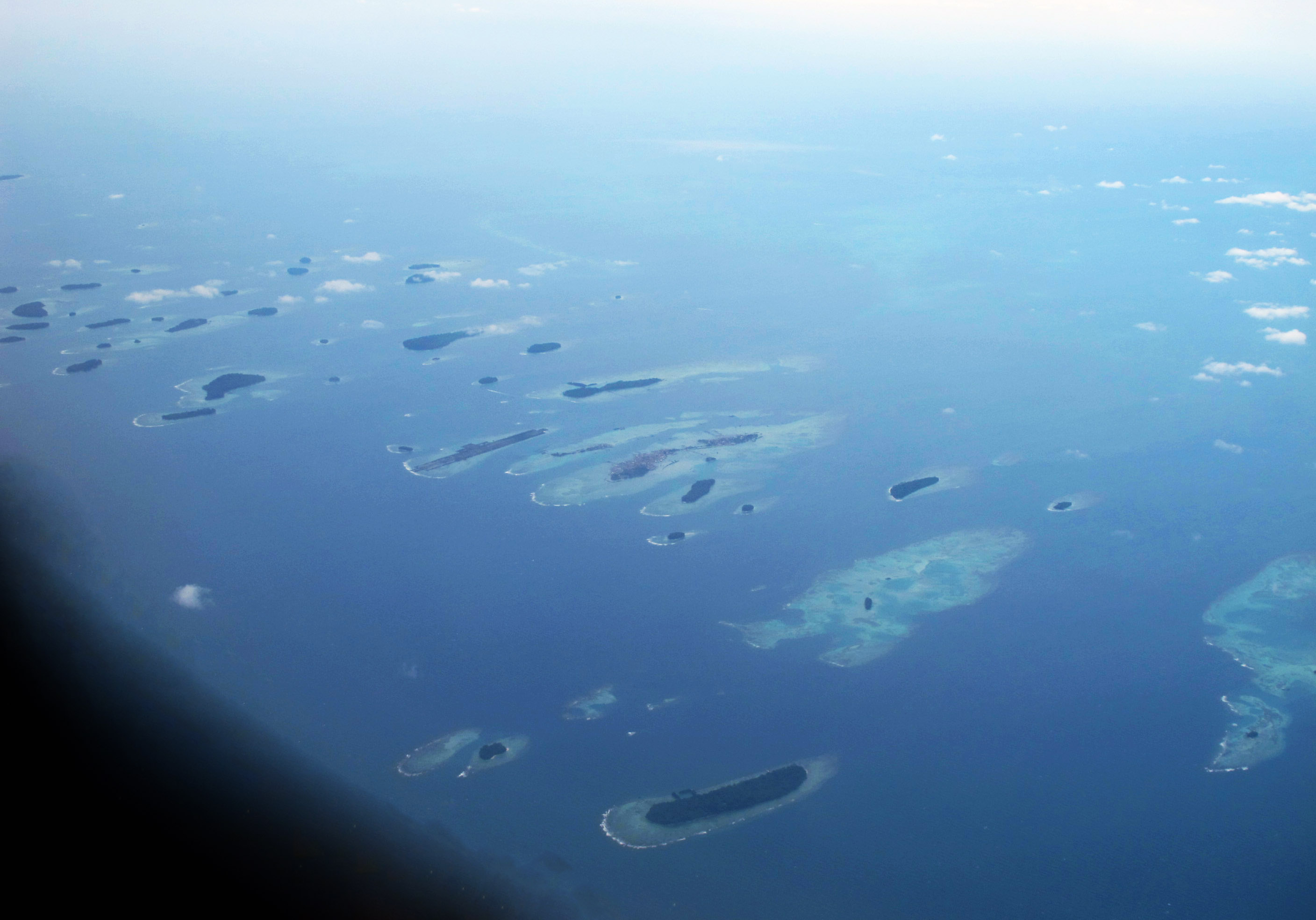
航空機の窓から撮影されたセリブ諸島、2011年

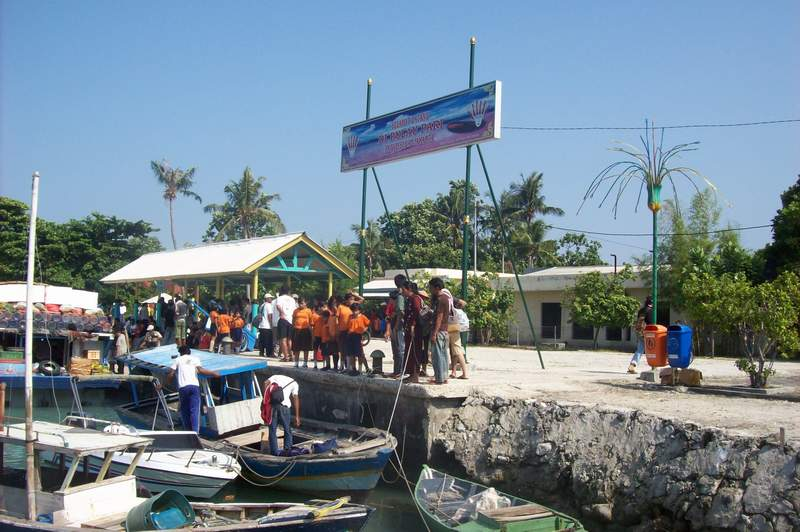
セリブ諸島のパリ島（Pulau Pari）の港、2002年